# Bert De Cleyn
Albert „Bert“ Antonia Gustaaf De Cleyn (* 28. Juni 1917 in Mechelen; † 13. September 1990) war ein belgischer Fußballspieler auf der Position eines Stürmers.
Seine gesamte Laufbahn als Fußballspieler verbrachte er beim RFC/KFC Malinois und ist mit 443 Toren der Rekordtorschütze der 1895 gegründeten höchsten belgischen Liga. Insgesamt erzielte De Cleyn für den FC Malinois 481 Tore in 542 Ligaspielen. Weiters war er drei Mal belgischer Meister und ebenso oft Torschützenkönig.

## Karriere

### Karrierestart in Mechelen
De Cleyn begann seine aktive Karriere als Fußballspieler im Nachwuchsbereich seines Stammvereines, dem RFC Malinois, der zur heutigen Zeit unter dem Namen KV Mechelen bekannt ist. Von dort wechselte er zur Saison 1932/33 in die Herrenmannschaft des Vereines, die zu diesem bereits in der höchsten Spielklasse, der damaligen Division d’Honneur, vertreten war. In seiner ersten Saison bei den Erwachsenen gelangen dem damals 15- bzw. 16-Jährigen bei zwei absolvierten Meisterschaftspartien ebenso viele Treffer.
In der Folgesaison 1933/34 kam De Cleyn bereits in 26 Ligapartien zum Einsatz und erzielte dabei 22 Tore. Nach der absolvierten Spielzeit 1934/35 brachte er seine Torquote erstmals über 1,0 Tore/Spiel; bei den 24 Ligamatches schoss er 27 Tore. Mit der Saison 1935/36 brach die Torgefährlichkeit des mittlerweile 18- bzw. 19-Jährigen etwas ein, so kam er bei 25 Einsätzen „nur“ 14 Mal zum Torerfolg. Während der nachfolgenden Spielzeit konnte nicht so viele Spiele absolvieren, wie in den drei vorhergegangenen Spielzeiten. So kam es, dass De Cleyn nur an 16 offiziellen Ligaspielen antrat, jedoch auch ebenso viele Tore erzielte.
1937/38 brachte er ebenfalls gute Leistungen und schoss bei 25 Meisterschaftspartien 23 Tore. Mit der Mannschaft belegte er in der Endtabelle jedoch den zwölften von 14 Plätzen und kam so nur knapp dem Abstieg in die Zweitklassigkeit vorbei. Vom drohenden Abstieg erschrocken und vom gerade noch geschafften Klassenerhalt im Aufruhr spielte die Mannschaft in der Folgesaison eine Vielzahl guter Spiele und konnte auf Platz 4, mir nur zwei Punkten Abstand auf den Zweitplatzierten Lierse SK vorrücken. De Cleyn war einer der Hauptverantwortlichen für den als Erfolg zu wertenden vierten Rang, da er insgesamt 27 Tore in 24 Meisterschaftsspielen erzielte.

### Zweifacher Torschützenkönig und belgischer Meister
Nachdem die Spielzeit 1939/40 für De Cleyn nahezu perfekt begonnen hatte (in fünf Spielen machte er sieben Tore), musste die laufende Meisterschaft allerdings abgebrochen werden, da der Zweite Weltkrieg ausgebrochen war. In der zur gleichen Zeit eingeführten Kriegsliga erzielte der junge Stürmer 16 Tore bei 13 Einsätzen. Nachdem der Ligabetrieb 1940/41 wieder für kurze Zeit aufgenommen worden war, absolvierte De Cleyn zwölf Ligapartien und erzielte dabei 19 Tore, womit er sich zum ersten Mal in die Reihen der belgischen Torschützenjäger einreihte. In der Kriegsliga nahm er zur selben Zeit bei 22 Spielen teil und schoss dabei die gleiche Anzahl an Toren.
Während der normale Spielbetrieb ab der Saison 1941/42 aufgenommen wurde, zeigte der erfolgreichste belgische Stürmer aller Zeiten immer mehr, was in ihm steckt. Nach einer gut gespielten Spielzeit kam er auf eine Bilanz von 34 Ligatoren in nur 25 absolvierten Ligapartien, was die abermalige Auszeichnung als Torschützenkönig bedeutete. In der Endtabelle erreichte das Team allerdings nur den zehnten Rang und war somit weit vom Meister, dem Lierse SK, entfernt. Insgesamt erzielte die Mannschaft 1941/42 61 Meisterschaftstore, womit De Cleyn mehr als die Hälfte der Tore für sein Team erzielt hatte.
Nach der Saison 1942/43 durfte der Stürmer zum ersten Mal in seiner Karriere den Meisterpokal in Händen halten. Bei allen 30 Ligaspielen in der Saison war De Cleyn im Einsatz und war mit seinen 34 Toren einer der Hauptträger für die Fixierung des Meistertitels. Wie nur recht selten in der Vergangenheit spielte während dieser Spielzeit auch die Abwehrreihe des RFC Malinois ordentlich mit, was die im Verhältnis zu den anderen Vereinen, 31 Gegentreffer klar unterstrichen. Mit einem seinen Verhältnissen entsprechenden Leistungseinbruch hatte De Cleyn während der Saison 1943/44 zu kämpfen, da er bei all den 30 absolvierten Ligapartien „nur“ 20 Mal ins gegnerische Tore traf.

### Erneuter Torschützenkönig und Meister
In der durch den Zweiten Weltkrieg abermals abgebrochenen Saison 1944/45 spielte der mittlerweile 27- bzw. 28-jährige Stürmer in 17 Meisterschaftspartien, wobei er auf eine Bilanz von 25 Toren kam. Mit der Spielzeit 1945/46 bestritt De Cleyn die für ihn wohl erfolgreichste Spielzeit in seiner Karriere. Die zuvor bereits um zwei Teams erweiterte Liga, wurde um weitere drei Mannschaften erweitert, sodass insgesamt 19 Mannschaften am Spielbetrieb der höchsten belgischen Fußballliga teilnahmen. Die Anzahl der Ligaspiele wurde, statt wie in den Jahren zuvor, von 30 auf 36 angehoben. Der RFC Malinois startete von Anfang an gut in die Meisterschaft und konnte sich am Ende mit 55 Punkten (sechs Punkte Abstand auf Verfolger Royal Antwerpen) erneut als belgischer Meister feiern lassen. Von den 108 Toren, die die Mannschaft in dieser Spielzeit erzielte, gingen 40 auf das Konto von De Cleyn, der selbst in allen 36 Meisterschaftspartien im Einsatz war. Mit seinen 40 Treffern wurde er zum dritten Mal in seiner Karriere belgischer Torschützenkönig.
In der Spielzeit 1946/47 nahm in allen 36 Ligaspielen teil und erzielte dabei 31 Tore. Nach den zahlreichen Top-Leistungen zuvor, wurde De Cleyn in dieser Zeit zum ersten Mal ins belgische Nationalteam berufen. Bei seinem Teamdebüt war er bereits im 30. Lebensjahr und hatte schon eine Vielzahl an Saisons bei seinem Stammverein verbracht. In der Liga schaffte der frische Nationalspieler mit dem RFC Malinois hinter dem RSC Anderlecht (1.) und ROC Charleroi-Marchienne (2.) nur den Sprung auf den dritten Tabellenplatz.

### Sinkende Torquote
Mit fortgeschrittenem Alter machten sich bei De Cleyn auch konditionelle Probleme bemerkbar, die sich auch auf seine Trefferquote auswirkten. So kam es, dass er in der Folgesaison 1947/48 in 29 Spielen auf eine Anzahl von 19 Toren kam, wobei er zwei Spielzeiten zuvor noch mehr als die doppelte Anzahl an Toren verzeichnen konnte. Da vor Beginn der Saison die Anzahl der Spiele von 36 Partien wieder auf 30 Matches gekürzt wurde, war De Cleyn dennoch beinahe in allen Meisterschaftsspielen im Einsatz. Nach guten Leistungen schaffte die Mannschaft rund um den belgischen Rekordtorschützen in der Endtabelle den 1. Rang und hatte dabei fünf Punkte Abstand auf den Verfolger aus Anderlecht.
Einen kleineren Tiefpunkt in seiner bisherigen Karriere konnte der Stürmer 1948/49 verzeichnen, als er bei 24 absolvierten Ligapartien „nur“ neun Mal ins gegnerische Tor traf und dabei auch noch in sechs Meisterschaftsspielen nicht zum Einsatz kam. In der darauffolgenden Spielzeit 1949/50 merkte man dem mittlerweile 32- bzw. 33-Jährigen sein Alter bereits an, wobei er in all den 30 Ligaspielen auf eine Bilanz von 15 Treffern kam. Der Erfolg des RFC Malinois, der oftmals vor allem von den Treffern des Rekordtorschützen abhängig war, blieb jedoch in den Folgesaisons aus. Von Spielzeit zu Spielzeit rutschte das Team in der jeweiligen Endtabelle immer weiter nach unten.
Nachdem die Mannschaft am Ende der Saison 1950/51 auf dem zehnten Tabellenplatz lag und De Cleyn in 30 Partien auf eine Anzahl von zwölf Toren kam, merkte die Mannschaft, dass sich etwas ändern musste, um nicht in die Zweitklassigkeit abzustürzen. Mit vereinten Kräften kämpfte sich das Team 1951/52 hoch und war am Ende der Spielzeit Tabellenfünfter. De Cleyn erzielte dabei zwölf Tore in 26 Spielen.

### Neue Fußball-Ära und Vizemeister
Mit dem Beginn der Saison 1952/53 brach eine neue Ära im belgischen Fußball an. Mit der Umbenennung der höchsten belgischen Liga von Division d'Honneur in Division I wurde ein erster Schritt getan. Zur selben Zeit unterzog sich allerdings auch der RFC Malinois einer Namensänderung und trat ab diesem Zeitpunkt unter Koninklijke Football Club Malinois, kurz KFC Malinois, auf. Dieser Name sollte erst wieder im Jahre 1970 geändert werden. Von der kompletten Umstellung sichtlich angetan, erlebte De Cleyn während dieser Spielzeit einen letzten Höhenflug, als er in nur 15 Meisterschaftspartien stolze 30 Tore erzielte, womit er mehr als die Hälfte der insgesamt erzielten Tore der Mannschaft verzeichnen konnte.
Nach dieser für die Person De Cleyn sehr erfolgreichen Saison folgte 1953/54 ein ordentlicher Leistungseinbruch. So kam der damals bereits 36- bzw. 37-Jährige bei 14 Einsätzen auf drei Tore, was bereits auf ein baldiges Karriereende des Spielers schließen ließ. Mit der Mannschaft wurde er mit einem Punkt Abstand auf den RSC Anderlecht Vizemeister. Nach sechs Meisterschaftsspielen und zwei Treffern beendete De Cleyn seine aktive Karriere als Fußballer noch während der Spielzeit 1954/55. Seit dieser Zeit ist der in Mechelen geborene De Cleyn belgischer Rekordtorschütze, sowie Rekordtorschütze der höchsten belgischen Fußballliga.
Die meisten Tore, die er in einem einzigen Spiel erzielt hat, waren alle sieben Tore bei einem 7:0-Heimsieg über den Racing CB (Racing Club de Bruxelles).

### International
Nachdem er zuvor bereits eine Vielzahl von Spielen für den RFC Malinois absolviert hatte und bereits eine große Anzahl an Toren erzielt hatte, wurde De Cleyn erst im Jahre 1946 als damals 29-Jähriger zum ersten Mal in seiner Karriere ins belgische Nationalteam berufen. Sein Debüt gab der Stürmer dabei am 19. Januar 1946, als er im Londoner Wembley-Stadion gegen die englische Fußballnationalmannschaft im Einsatz war. Das Spiel endete durch zwei recht frühe Tore in einem 2:0-Heimsieg der Engländer.
Zu seinen ersten Treffern kam De Cleyn am 23. Februar 1946, als er beim 7:0-Sieg über Luxemburg gleich fünf Treffer erzielte. Ein weiteres Doppelpack folgte bei seinem nächsten Teameinsatz am 12. Mai 1946, wo der belgische Angreifer bei der 3:6-Auswärtsniederlage gegen die Niederlande den Treffer zur 1:0- sowie 3:2-Führung erzielte. Einen weiteren Treffer erzielte er am 1. Juni 1947 bei einer 2:4-Auswärtsniederlage gegen Frankreich, sowie am 21. September 1947 bei einer 2:5-Heimniederlage gegen England.
Mit einer 0:2-Niederlage gegen Schottland am 28. April 1948 im schottischen Hampden Park in Glasgow beendete De Cleyn nach nur zwölf Spielen und neun erzielten Treffern seine Nationalmannschaftskarriere.

## Erfolge
- 3× belgischer Torschützenkönig: 1940/41, 1941/42, 1945/46
- 3× belgischer Meister: 1942/43, 1945/46, 1947/48
- 1× belgischer Vizemeister: 1953/54
- belgischer Rekordtorschütze
- Rekordtorschütze der höchsten belgischen Spielklasse
- mehrfacher mannschaftsinterner Torschützenkönig

## Familie
Bert De Cleyns Sohn Willy war ebenfalls aktiver Profifußballspieler in Belgien, kam aber wie sein Cousin Jan De Cleyn, der Neffe von Bert De Cleyn, nur zu wenigen Kurzeinsätzen in der höchsten bzw. zweithöchsten belgischen Spielklasse.